# مایکل کراوفورد
 مایکل کراوفورد (انگلیسی: Michael Crawford؛ زادهٔ ۱۹ ژانویهٔ ۱۹۴۲) یک هنرپیشه، و بازیگر سینما اهل بریتانیا است. وی از سال ۱۹۵۵ میلادی تاکنون مشغول فعالیت بوده‌است.